# Swish! (バンド)
SunSet Swish（サンセットスウィッシュ）は、日本の男性スリーピースロック・バンド。旧称はSwish!。所属レコード会社はY-Label。所属芸能事務所はMusic Ray'n。

## 概要
高校からの同級生であった石田、佐伯、冨田で結成されたスリーピースバンド。
大阪で活動していた当時はSwishだったが、上京後にSunSetを付ける。
「風のランナー」「マイペース」「夏が来れば」のMVには『曲がり角の彼女』に出演した関連で要潤が出演。

## 歴史
- 2004年
  - 2月 - 石田、冨田が高校時代から活動していたバンドが突然解散。予約していたライブハウスが1つ断れず、佐伯に頼み、一日限りのバンドとして3人で結成。2月14日に大阪・枚方ブロウダウンで初ライブを行う。しかし、その後も関西地区でストリートライブを行うこととなる。
- 2005年
  - 1月 - 音楽プロデューサーの目に留まり、上京。代々木公園、渋谷、溝の口、吉祥寺でストリートライブを決行。
  - 4月 - 「明日、笑えるように」が当クールのドラマ『曲がり角の彼女』の挿入歌として抜擢される。さらにストリート活動にも力が入り、範囲を関東地区へ広げていく。
  - 6月1日 - デビュー・シングル「明日、笑えるように」をMusic Ray'nからリリース。
  - 6月 - 全国を自分達の車（サンセット号）で巡る「SunSet Swish Hi-Way Tour 2005」を開始。各地でストリートライブを展開、その他ライブハウス出演、CDショップのインストアライブを決行。
  - 11月 - 大阪万博記念公園にてFM大阪開局記念イベント「F.O.B. Live」にオープニングアクトとして出演。このF.O.B. Liveには、コブクロ、馬場俊英、キンモクセイ他多数の出演があった。
- 2006年
  - 1月25日 - 2ndシングル「風のランナー」発売。アニメ『冒険王ビィト エクセリオン』がのエンディングテーマに使用される。またリリースをきっかけに「SunSet Swish Hi-Way Tour 2006」をスタートさせる。
  - 2月 - 大阪厚生年金会館芸術ホールにて「トルバドゥールナイトフェスティバル」出演。当フェスに馬場俊英、navy&ivory、SANISAI他多数出演があった。
  - 3月1日 - 3rdシングル「マイペース」発売。アニメ『BLEACH』2006年1月～3月期のエンディングテーマとして抜擢される。アニメタイアップや数え歌のような特徴的な歌いだし、さらに俳優の要潤が出演するMVなどの相乗効果により自身として初となるオリコン初登場TOP10入り（8位）となる。Music Ray'nレーベルで出したシングルはこれで最後となった。
  - 7月5日 - エスエムイーレコーズ移籍後の4thシングル「夏が来れば」発売。
  - 10月18日 - 5thシングル「君がいるから」を発売。10月21日に公開される映画『天使の卵』及び続編のドラマである『天使の梯子』の主題歌となる。
  - 11月15日 - 1stアルバム『あなたの街で逢いましょう』を発売する。
  - 12月30日 - 第48回日本レコード大賞にて「マイペース」が新人賞を受賞。
- 2007年
  - 1月25日 - 1stワンマンツアー『あなたの街で逢いましょう』名古屋から開始。2月10日の福岡で終了。
  - 2月28日 - 6thシングル「モザイクカケラ」発売。『コードギアス 反逆のルルーシュ』のエンディングテーマに。バンド史上初めてMV全てにCGが使われた。
  - 5月 - 阪神タイガースの矢野燿大捕手が「マイペース」を、阪神主催試合の打席登場曲に使用。
  - 5月19日 - BENT-WEBにて、『SunSet Swishのそれはナイっす!』連載開始。
  - 5月24日 - 2ndワンマンツアー『モザイクカケラ2007』大阪からスタート。6月17日の名古屋にて終了。
  - 8月22日 - 7thシングル「ありがとう」発売。『おおきく振りかぶって』のエンディングテーマに使用。カップリング曲「Top Of The Morning」は朝日放送の情報番組『おはよう朝日です』テーマ曲（2007年3月31日～）。
  - 10月7日 - 東京ヤクルトスワローズの古田敦也選手の引退セレモニーで「ありがとう」が使用される。
  - 11月6日 - 3rdワンマンツアー『ありがとう2007』名古屋から開始。11月20日東京で終了。
- 2008年
  - 3月5日 - 8thシングル「PASSION」発売。『RHプラス』のエンディングテーマに使用。ジャケットには、同じ事務所に所属する声優の寿美菜子が起用。MVに上地雄輔が出演。
  - 6月18日 - 9thシングル「I Love You」発売。『ゼクシィ』のCMソング。
  - 7月23日 - 2ndアルバム『PASSION』発売。
  - 11月5日 - 10thシングル「あすなろ」発売。映画『ハンサム★スーツ』挿入歌。MVに同映画の原作・脚本を務めた鈴木おさむと大島美幸夫妻（大島も同映画に出演）が出演。
- 2009年
  - 4月22日 - 配信限定シングル「浪漫少年」を配信開始。
- 2010年
  - 1月13日 - 11thシングル「さくらびと」発売。アニメ『BLEACH』2009年10月～2010年1月期のエンディングテーマ。
  - 2月17日 - 3rdアルバム『夕暮れマエストロ』発売。
  - 6月2日 - 12thシングル「バライロ」発売。テレビドラマ『三代目明智小五郎〜今日も明智が殺される〜』主題歌。
  - 12月22日 - 初のベスト・アルバム『SunSet Swish 5th Anniversary Complete Best』発売。
- 2011年
  - 2月21日 - オフィシャルHPにて活動一時休止が発表される。
- 2014年
  - 2月15日 - 結成10周年を迎え記念として京都・SOLE CAFEでメンバーが再集結し、「SunSet Swish 結成10周年記念LIVE」を行う。
- 2015年
  - オフィシャルHPにて活動再開を発表。
- 2017年
  - 2月14日 - SunSet Swish 元々の結成記念日に、Swish!と改名。以後活動もSwish!で行っていく事が冨田のブログで発表された。
- 2018年
  - 8月1日 - ミニ・アルバム『社歌』リリース。
  - 9月29日 - ワンマンライブ「ドキドキ work work Swish!ワンマン会議(ライブ)」をshibuya eggmanにて開催。
- 2021年
  - 6月1日 - Swish!からSunSet Swishに復すことをYouTubeで発表[1]。
- 2023年
  - 1月18日 - 13年ぶりとなるフルアルバムアルバム『ENCOUNT』発売。

## メンバー
3人共大阪府枚方市出身。
- 石田 順三（いしだ じゅんぞう、1981年1月28日（44歳） - A型）
  - キーボード、ピアノ、作詞、作曲担当。このバンドのリーダーを務める。
  - ベースの演奏も出来る。カップリング等でベースを担当する事もある。
  - SSSの楽曲の詞の半分は石田が書いている。
- 佐伯 大介（さえき だいすけ、1979年8月28日（45歳） - O型 ）
  - ボーカル担当。高音の透き通った声でボーカルを務める。
  - 以前営業マンだったがSunSet Swish初ライブの翌日に退社。
  - 音楽雑誌R&R NEWSMAKER（現在は休刊）の連載バトルにて、『SunSet Swish佐伯大介の妄想た〜いむ!』を連載していた。この連載は初登場以来常に1位獲得し、かなりの人気を誇っていた。
- 冨田 勇樹（とみた ゆうき、1980年7月13日（44歳） - O型 ）
  - ギター担当。
  - 佐伯の連載で助っ人として挿絵を描いていた。

## ディスコグラフィー

### シングル
| 枚   | 発売日         | タイトル           | オリコン 最高位 |
| ---- | -------------- | ------------------ | --------------- |
| 1st  | 2005年6月1日   | 明日、笑えるように | 79位            |
| 2nd  | 2006年1月25日  | 風のランナー       | 84位            |
| 3rd  | 2006年3月1日   | マイペース         | 6位             |
| 4th  | 2006年7月5日   | 夏が来れば         | 63位            |
| 5th  | 2006年10月18日 | 君がいるから       | 22位            |
| 6th  | 2007年2月28日  | モザイクカケラ     | 8位             |
| 7th  | 2007年8月22日  | ありがとう         | 19位            |
| 8th  | 2008年3月5日   | PASSION            | 50位            |
| 9th  | 2008年6月18日  | I Love You         | 29位            |
| 10th | 2008年11月5日  | あすなろ           | 90位            |
| 11th | 2010年1月13日  | さくらびと         | 11位            |
| 12th | 2010年6月2日   | バライロ           | 110位           |

### 配信限定シングル
| 枚  | 発売日         | タイトル               | 備考                                                                    |
| --- | -------------- | ---------------------- | ----------------------------------------------------------------------- |
| 1st | 2009年4月22日  | 浪漫少年               |                                                                         |
| 2nd | 2015年11月18日 | 幸せの糸               | 2015年5月30日に自主制作シングルとしてライブ会場限定販売後、配信リリース |
| 3rd | 2021年10月6日  | 指先リテラシー         |                                                                         |
| 4th | 2021年11月10日 | SHACHIKU               |                                                                         |
| 5th | 2021年12月8日  | スターマン             |                                                                         |
| 6th | 2022年11月30日 | スーパーエロゲーション |                                                                         |
| 7th | 2022年12月21日 | サモトラケのニケ       |                                                                         |
| 8th | 2023年1月11日  | ENCOUNT                |                                                                         |

### オリジナル・アルバム
| 枚  | 発売日         | タイトル                 | オリコン 最高位 |
| --- | -------------- | ------------------------ | --------------- |
| 1st | 2006年11月15日 | あなたの街で逢いましょう | 14位            |
| 2nd | 2008年7月23日  | PASSION                  | 25位            |
| 3rd | 2010年2月17日  | 夕暮れマエストロ         | 65位            |
| 4th | 2023年1月18日  | ENCOUNT                  |                 |

### ミニ・アルバム
| 枚  | 発売日       | タイトル | オリコン 最高位 |
| --- | ------------ | -------- | --------------- |
| 1st | 2018年8月1日 | 社歌     | 268位           |

### ベスト・アルバム
| 発売日         | タイトル                                   | オリコン 最高位 |
| -------------- | ------------------------------------------ | --------------- |
| 2010年12月22日 | SunSet Swish 5th Anniversary Complete Best | 100位           |

### 参加作品
| 発売日         | タイトル                                          | 規格品番   | 収録曲                                     |
| -------------- | ------------------------------------------------- | ---------- | ------------------------------------------ |
| 2007年09月12日 | おおきく振りかぶって オリジナル・サウンドトラック | SVWC-7483  | ありがとう TV version                      |
| 2008年03月26日 | RHプラス オリジナル・サウンドトラック             | SVWC-7544  | PASSION(RHプラスエンディングVer.)          |
| 2008年04月16日 | J-MOVIE SONGS                                     | MHCL-1321  | 君がいるから                               |
| 2009年01月14日 | CODE GEASS COMPLETE BEST                          | SMCL-163   | モザイクカケラ                             |
| 2009年12月09日 | GUNDAM UNPLUGGED～アコギ de ガンダム A.C. 2009～  | SECL-20009 | きらめきのララァ / 冨田勇樹 (SunSet Swish) |
| 2010年03月03日 | ありがとうのうた                                  | BVCL-78    | ありがとう                                 |
| 2010年07月21日 | Happy Songs                                       | COCP-36284 | I Love You                                 |

## ラジオ番組
- SunSet Swishの今夜もマイペース(fm osaka)
- SunSet Swish On The Street!(NACK5)
- SunSet SwishのSUNでナイト!(FM AICHI）

## ミュージック・ビデオ
| 監督       | 曲名 |
| 板屋宏幸   | 「明日、笑えるように」 |
| 大喜多正毅 | 「モザイクカケラ」 「君がいるから」(出演:沢尻エリカ) |
| 土屋隆俊   | 「I Love You」 「PASSION」(出演:映美くらら・平山祐介・上地雄輔) 「ありがとう」(出演:桑野信義) 「さくらびと」(出演:映美くらら・西島数博) 「バライロ」 「夏が来れば」(出演:要潤・小越勇輝) |
| 増山準哉   | 「マイペース」(出演:要潤) |
| 不明       | 「風のランナー」(出演:要潤) 「あすなろ」(出演:大島美幸) |

## 主なライブ
- 2006年08月05日 - オーサカキング
- 2006年08月20日 - TREASURE052 2006 ～daybreak～
- 2007年08月15日 - ニッポン放送 公録「REAL BEAT Vol.23」
- 2007年08月28日 - TREASURE05X 2007 ～natural course～
- 2007年09月20日 - SUPER DRY B-JAM
- 2008年08月23日 - TREASURE05X 2008 ～full of hope～
- 2008年08月24日 - SunSet Swish夏祭り「I Love You de 2008」
- 2008年09月26日 - PASSION 2008
- 2009年01月〜12月 - SunSet Swish アコースティック・サーキット 2009
- 2009年02月20日 - LIVE SDD 2009
- 2010年04月17日 - 夕暮れマエストロLIVE TOUR 2010 FINAL
- 2010年08月14日 - TREASURE05X 2010 ～PRECIOUS GENERATION 1ST DAY～
- 2010年10月06日 - 復活!再開!アコースティックトーキョー
- 2014年10月11日 - 10th Anniversary Live in Tokyo
- 2015年03月07日 - りなメロ♪ SUPER ANISON FES
- 2015年05月30日 - 5年ぶり ︎ SunSet Swish 大阪公演 ～やっぱ 好っきゃねん大阪 2015 再会～
- 2015年07月18日 - SunSet Swish アコースティックライブ ～夏だ!! 海より山よりSOLE CAFE～
- 2015年09月22日 - SunSet Swishワンマンライブ 2015 秋の祭典スペシャルIn Tokyo
- 2015年12月04日・20日 - SunSet Swish アコースティックライブ2015 来年もお願い師走!!
- 2016年01月26日 - BERONICA 10th Anniversary -輪-
- 2016年02月06日 - SunSet Swish 結成12周年記念LIVE 干～っ支一回りやで in Osaka
- 2016年03月09日 - SunSet Swish ワンマンライブ2016 何も言わずに来てくれてThank you
- 2016年04月23日 - HIRAKATAから世界を ～春の陣～
- 2016年05月28日 - SunSet Swishワンマンライブ今日は528(コンニチハ)!12周年だよ!そうだ京都で演ろう
- 2016年07月02日 - SunSet Swish ワンマンライブ2016～何はともあれ 夏～
- 2018年05月12日・13日 - 栄ミナミ音楽祭'18
- 2018年09月29日 - ドキドキwork work Swish!ワンマン会議(ライブ)
- 2018年10月07日 - MINAMI WHEEL 2018
- 2019年05月11日・12日 - 栄ミナミ音楽祭'19
- 2019年10月14日 - FM802 30PARTY MINAMI WHEEL 2019
- 2019年10月19日 - 大阪学院大学学園祭 第58回岸辺祭
- 2019年11月02日 - 産業医科大学・医生祭
- 2019年11月16日 - 鹿児島国際大学 第20回遊華俚祭